# Błyszczak rudobrzuchy
Błyszczak rudobrzuchy (Lamprotornis superbus) – gatunek ptaka z rodziny szpakowatych (Sturnidae), zamieszkujący Afrykę Wschodnią. Nie wyróżnia się podgatunków.
MorfologiaDługość ciała 18 cm. Mały, krępy ptak o metalicznie błyszczącym, niebieskozielonym upierzeniu ze złoto-pomarańczowym brzuszkiem, odseparowanym białym pasem od piersi w kolorze niebieskim. Dorosłe osobniki mają głowę w kolorze czarnym. Młode osobniki posiadają upierzenie w odcieniach szarości, brązowe tęczówki, które z czasem stają się biało-szare, aż do osiągnięcia kremowej barwy w dojrzałym wieku.
Zasięg, środowiskoAfryka Wschodnia – Etiopia, Somalia, Sudan Południowy, Uganda, Kenia oraz Tanzania. Występuje na obszarach z ciernistymi krzewami i akacjami, także w pobliżu osad ludzkich.
ZachowanieŻeruje głównie na ziemi, często pod akacjami lub w ich pobliżu. Towarzyski i zwykle niepłochliwy, nie boi się ludzi. Często widywany w towarzystwie podobnych, ale rzadziej spotykanych błyszczaków półobrożnych (L. hildebrandti).
StatusW Czerwonej księdze gatunków zagrożonych Międzynarodowej Unii Ochrony Przyrody błyszczak rudobrzuchy zaliczany jest do kategorii LC (ang. Least Concern – najmniejszej troski) nieprzerwanie od 1988 roku. Globalna wielkość populacji nie została oszacowana, ale gatunek ten jest opisywany jako szeroko rozpowszechniony i bardzo liczny. Trend liczebności populacji nie jest znany.